# Chemin de fer Qazvin - Rasht - Astara

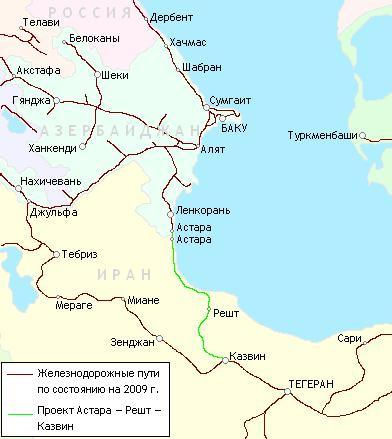
Astara-Rasht-Qazvin

Le chemin de fer Qazvin-Rasht-Astara est un couloir de transport qui relie les chemins de fer existants de la Russie, de l'Azerbaïdjan et de l'Iran. Le projet est réalisé dans le cadre du corridor de transport international Nord-Sud. Le projet a pour objectif d’intégrer les itinéraires de transport et d’information de la Russie, de l’Azerbaïdjan, de l’Iran et de l’Inde.

## Histoire
L'accord sur la construction du chemin de fer est signé par trois parties en 2005.
La construction du chemin de fer Rasht-Astara devrait être achevée d’ici à 2021. L’Azerbaïdjan a accordé un prêt préférentiel de 500 millions de dollars pour la construction de cette route.
En 2009, la partie iranienne a commencé à construire la section de chemin de fer reliant Rasht à Qazvin.
Le premier essai de train en provenance de Russie a atteint Astara d'Iran le 8 février 2018. Immédiatement après la mise en service du tronçon Astara (Azerbaïdjan) - Astara (Iran) à la fin du mois de mars 2018, le tronçon iranien de la voie ferrée réuni avec la gare d'Astara et le terminal de fret nouvellement construit a été loué à l'Azerbaïdjan pour une période de 25 ans. En 11 mois, plus de 270 000 tonnes de fret ont été acheminées par ce chemin de fer.